# SK Vorwärts Steyr
SK Vorwärts Steyr é um clube de futebol austríaco, com sede em Steyr, atualmente disputa a terceira divisão austríaca. 
O clube foi campeão da Erste Liga 1997-1998, porém, em 2001 a equipe teve que ser refundada devido à bancarrota. E desde então, vem subindo da oitava divisão nacional.

## Elenco Atual
Janeiro de 2014.
Nota: Bandeiras indicam equipe nacional, conforme definido pelas regras de elegibilidade da FIFA. Os jogadores podem ter mais de uma nacionalidade não-FIFA.
| N.º |                      | Posição | Jogador             |
| --- | -------------------- | ------- | ------------------- |
| 1   | Áustria              | G       | Reinhard Großalber  |
| 2   | Áustria              | D       | Danilo Duvnjak      |
| 3   | Áustria              | D       | Alexander Danninger |
| 4   | Áustria              | M       | Manuel Martić       |
| 5   | Hungria              | M       | Gergely Fűzfa       |
| 6   | Sérvia               | M       | Dragan Dimic        |
| 7   | Áustria              | M       | Oliver Stadlbauer   |
| 8   | Áustria              | M       | Armin Masovic       |
| 9   | Áustria              | A       | Rexhe Bytyci        |
| 10  | Bósnia e Herzegovina | A       | Rade Djokic         |
| 11  | Áustria              | M       | David Klug          |
| 12  | Áustria              | D       | Ernst Merkinger     |

| N.º |                      | Posição | Jogador              |
| --- | -------------------- | ------- | -------------------- |
| 13  | Áustria              | M       | Hubert Zauner        |
| 14  | Roménia              | D       | Denis Rosca          |
| 15  | Áustria              | D       | Alexander Staudecker |
| 16  | Suécia               | M       | Igor Glavas          |
| 17  | Áustria              | D       | Ernst Koll           |
| 19  | Áustria              | M       | David Peham          |
| 20  | Áustria              | M       | Michael Lageder      |
| 21  | Bósnia e Herzegovina | M       | Husein Balic         |
| 22  | Áustria              | D       | Hussein Susic        |
| 28  | Áustria              | G       | Robert Dorfmayr      |
| 33  | Áustria              | M       | Edwin Skrgic         |

## Títulos
- Erste Liga 1997-1998